# Semeyavia
Semeyavia – byłe kazachskie regionalne linie lotnicze z siedzibą w Semeju. Głównym węzłem był Port lotniczy Semej. Linia zaprzestała działalności w lipcu 2013 roku.

## Flota
Semeyavia operowała samolotami Embraer 145 i Jak-40.

## Czarna lista
Linia w latach 2009–2013 była objęta zakazem lotów do krajów Unii Europejskiej.